# Иван Черепов
Иван Черепов е български революционер. Кмет на Стара Загора от август до декември 1894 г.

## Биография
Роден е през 1853 г. в Ески Загра. Първоначално учи в училището в родния си град, а след това завършва земеделско училище в град Табор, Чехия. Включва се в революционното движение. След освобождението работи на различни постове като помощник-прокурор, член на главния съвет на окръга и други. Става кмет на града през август 1894 г., но умира внезапно на 12 декември 1894 г.